# Paratrygon
Paratrygon is een geslacht van kraakbeenvissen uit de familie van de zoetwaterroggen (Potamotrygonidae).

## Soorten
- Paratrygon aiereba (Müller & Henle, 1841)
- Paratrygon orinocensis (Loboda, Lasso, Rosa & De Carvalho, 2021) [2]
- Paratrygon parvaspina (Loboda, Lasso, Rosa & De Carvalho, 2021)[2]